# Goya (cráter)
Goya es un cráter de impacto de 138 km de diámetro del planeta Mercurio. Debe su nombre al pintor español Francisco Goya (1746-1828), y su nombre fue aprobado por la  Unión Astronómica Internacional en 1976.